# Claude Baudoux
Claudius (Claude) Baudoux (Hasselt, 7 mei 1898 - Eigenbrakel, 17 november 1984)was een Belgisch hockeyer.

## Levensloop
Baudoux was actief bij La Rasante. Met deze club werd hij drie opeenvolgende seizoenen landskampioen  en Bekerwinnaar (1928-'29, 1929-'30 en 1930-'31).
Daarnaast maakte hij deel uit van het Belgisch hockeyteam. Met de nationale ploeg nam hij onder meer deel aan de Olympische Zomerspelen van 1928.
Zijn broer Yvon was eveneens actief in het hockey.